# 朱琬
朱琬（？—？），丹陽故彰（今浙江省安吉縣北）人。朱治之孫，朱才之子，後襲爵為故彰侯，是三國時期孫吳後期將領，官至鎮西將軍。鳳凰元年（272年，晉泰始八年），隨陆抗剿滅叛将步阐，期間受命與水軍督留慮一起在建平防禦巴蜀方向由晉巴東監軍徐胤率領的援軍。最後，吳軍在西陵之戰中取得大勝。